# Healthware International
Pour les articles homonymes, voir HWI.
Healthware International (HWI) est une société italienne, spécialisée dans le conseil en stratégie et la communication numérique dans le milieu de la santé. La société est également reconnue dans le domaine de l'édition numérique, éditant Paginemediche.it, le portail internet italien le plus visité du secteur de la santé.

## Historique
Fondée en Naples en 1996 à l'initiative de l'entrepreneur Roberto Ascione sous le nom Healthware Consulting, l'entreprise évolue d'abord dans le secteur de l'informatique pour les hôpitaux et la communication sur Internet.
Quelques années après sa fondation, Healthware déménage à Salerne afin de bénéficier de la proximité des écoles universitaires d'informatique et science de la communication de l'Université de Salerne. Healthware intègre par la suite le groupe Saatchi & Saatchi Healthcare (groupe Saatchi & Saatchi), et gère pour son compte le développement et la production de projets digitaux.
En 2010, l'entreprise prend le nouveau nom de Publicis Healthware international (PHI), reflétant son expansion à l'international et la finalisation de son acquisition par le Groupe Publicis. Lors de la même année, PHI acquiert la société allemande Digital District, basée à Dusseldorf et fusionne avec iMed Studios, une agence de communication médicale du groupe Publicis basée aux États-Unis,. La fusion conduit à la création de deux hubs internationaux majeurs: Salerne (Italie) pour la région EMEA (Europe Middle East & Africa), et New York (États-Unis) pour le continent américain. D'autres bureaux sont situés à Rome, Milan, Düsseldorf, Paris, Yardley (Pennsylvanie) et Ames (Iowa). Plusieurs ouvertures sont en cours, notamment en Chine, au Royaume-Uni et au Brésil. Entre 2010 et 2012, PHI a fusionné avec un certain nombre d'autres unités et, en 2012, a changé son nom en Razorfish Healthware. En 2015, elle s'est séparée avec succès de Publicis Groupe, conservant son siège mondial à Salerne et des bureaux régionaux à Londres, Singapour, Rome et Milan.

## Activités
Publicis Healthware International est organisée en trois divisions dédiées aux services de conseil organisationnel et stratégique, de communication et de technologie.
L'activité de conseil intervient dans la transformation des processus et modèles organisationnels par les nouvelles technologies, grâce à un éventail de services allant de la gestion et conduite du changement, du conseil organisationnel, à la planification, l'étude et la gouvernance stratégique.
Les principaux domaines d'expertise de l'activité de communication sont la conception de stratégies digitales et la mise en œuvre de projets pour le compte de laboratoires pharmaceutiques, qui comprennent le marketing numérique (web et mobile), l'e-detailing, gestion de la relation client (CRM), formation en ligne, e-science, la santé 2.0, la gestion des leaders d'opinion et le développement de projets et de services multi-canal pour les hôpitaux, les établissements de santé et les sociétés scientifiques.
Enfin, l'activité de développement technologique assure la capacité et la mise en œuvre des programmes techniques et la mise en place de plateformes de communication et d'outils propriétaires pour faciliter le déploiement de diverses tactiques.